# Afterburner (album)
Pour les articles homonymes, voir Afterburner.
Albums de ZZ Top
Eliminator
(1983) Recycler
(1990)
Singles
1. Sleeping Bag
Sortie : octobre 1985
2. Stages
Sortie : décembre 1985
3. Rough Boy
Sortie : mars 1986
4. Velcro Fly
Sortie : juillet 1986

Afterburner est le 9e album studio du groupe de rock Texan, ZZ Top. Il est sorti le 28 octobre 1985 sur le label Warner Bros. Records et a été produit par Bill Ham.
Il se classa à la 4e place des charts américains où il se vendra à plus de cinq millions d'exemplaires. Il atteindra la première place au Canada et en Nouvelle-Zélande.

## Liste des titres
Toutes les pistes sont signés par Billy Gibbons, Dusty Hill & Frank Beard.
| 1. | Sleeping Bag       | 4:02 |
| 2. | Stages             | 3:35 |
| 3. | Woke Up With Wood  | 3:48 |
| 4. | Rough Boy          | 4:51 |
| 5. | Can't Stop Rockin' | 3:03 |

| 6.  | Planet Of Women   | 4:05 |
| 7.  | I Got The Message | 3:29 |
| 8.  | Velcro Fly        | 3:31 |
| 9.  | Dipping Low       | 3:14 |
| 10. | Delirious         | 3:52 |

## Formation
D'après le livret accompagnant l'album :
- Billy Gibbons – chant, guitare
- Dusty Hill – chant, basse
- Frank Beard – batterie

## Charts & certifications

### Album
Charts
| Pays                                 | Durée du classement | Meilleur classement | Date             |
| ------------------------------------ | ------------------- | ------------------- | ---------------- |
| Allemagne (GfK Entertainment)        | 37 semaines         | 3e                  | 2 décembre 1985  |
| Australie (AMR Charts)               | 9 semaines          | 6e                  | 2 décembre 1985  |
| Autriche (Ö3 Austria Top 40)         | 6 semaines          | 18e                 | 15 décembre 1985 |
| Canada (RPM)                         | 36 semaines         | 1er                 | 7 décembre 1985  |
| États-Unis (Billboard 200)           | 70 semaines         | 4e                  | 7 décembre 1985  |
| Norvège (VG-lista)                   | 21 semaines         | 8e                  | 28 octobre 1985  |
| Nouvelle-Zélande (RMNZ Albums Top40) | 34 semaines         | 1er                 | 17 novembre 1985 |
| Pays-Bas (MegaCharts)                | 13 semaines         | 23e                 | 23 novembre 1985 |
| Royaume-Uni (UK Albums Chart)        | 40 semaines         | 2e                  | 3 novembre 1985  |
| Suède (Sverigetopplistan)            | 10 semaines         | 3e                  | 15 novembre 1985 |
| Suisse (Schweizer Hitparade)         | 18 semaines         | 2e                  | 24 novembre 1985 |

Certifications
| Pays             | Certification | Ventes      | Date             |
| ---------------- | ------------- | ----------- | ---------------- |
| Allemagne        | 3 × Or        | 750 000 +   | 2006             |
| Australie        | 2 × Platine   | 140 000 +   | 1996             |
| États-Unis       | 5 × Platine   | 5 000 000 + | 19 août 1999     |
| Finlande         | Platine       | 62 795 +    | 1990             |
| France           | Or            | 100 000 +   | 1986             |
| Nouvelle-Zélande | Platine       | 15 000 +    | 17 novembre 1985 |
| Royaume-Uni      | Platine       | 300 000 +   | 1er août 1990    |

### Singles
| Single                       | Chart                    | Durée du classement | Position | Date              |
| ---------------------------- | ------------------------ | ------------------- | -------- | ----------------- |
| Sleeping Bag                 | (Hot 100)                | 17 semaines         | 8e       | 14 décembre 1985  |
| Sleeping Bag                 | (Mainstream Rock Tracks) | 15 semaines         | 1er      | 9 novembre 1985   |
| Sleeping Bag                 | (Single Top 100)         | 11 semaines         | 40e      | 13 janvier 1986   |
| Sleeping Bag                 | (V) (Ultratop)           | 2 semaines          | 32e      | 16 novembre 1985  |
| Sleeping Bag                 | (RPM Top Singles)        | 11 semaines         | 18e      | 7 décembre 1985   |
| Sleeping Bag                 | (IRMA)                   | 3 semaines          | 14e      | 24 octobre 1985   |
| Sleeping Bag                 | (RMNZ Singles Top40)     | 10 semaines         | 13e      | 10 novembre 1985  |
| Sleeping Bag                 | (UK Singles Chart)       | 8 semaines          | 27e      | 20 octobre 1985   |
| Sleeping Bag                 | (Sverigetopplistan)      | 4 semaines          | 13e      | 1er novembre 1985 |
| Can't Stop Rockin' (Airplay) | (Mainstream Rock Tracks) | 15 semaines         | 8e       | 21 décembre 1986  |
| Delirious (Airplay)          | (Mainstream Rock Tracks) | 9 semaines          | 16e      | 1er mars 1986     |
| Stages                       | (Hot 100)                | 12 semaines         | 21e      | 8 mars 1986       |
| Stages                       | (Mainstream Rock Tracks) | 19 semaines         | 1er      | 9 novembre 1985   |
| Stages                       | (RPM Top Singles)        | 8 semaines          | 42e      | 1er mars 1986     |
| Stages                       | (IRMA)                   | 2 semaines          | 23e      | 13 février 1986   |
| Stages                       | (Singles Top40)          | 2 semaines          | 40e      | 23 mars 1986      |
| Stages                       | (UK Singles Chart)       | 3 semaines          | 43e      | 16 février 1986   |
| Rough Boy                    | (Hot 100)                | 13 semaines         | 22e      | 17 mai 1986       |
| Rough Boy                    | (Mainstream Rock Tracks) | 20 semaines         | 5e       | 19 avril 1986     |
| Rough Boy                    | (RPM Top Singles)        | 10 semaines         | 58e      | 31 mai 1986       |
| Rough Boy                    | (Single Top 100)         | 12 semaines         | 22e      | 15 novembre 1986  |
| Rough Boy                    | (IRMA)                   | 3 semaines          | 23e      | 17 avril 1986     |
| Rough Boy                    | (Single Top 100)         | 4 semaines          | 81e      | 11 juillet 1992   |
| Rough Boy                    | (UK Singles Chart)       | 9 semaines          | 23e      | 18 mai 1986       |
| Rough Boy                    | (Schweizer Hitparade)    | 1 semaine           | 38e      | 12 juillet 1992   |
| Woke Up with Wood (Airplay)  | (Mainstream Rock Tracks) | 9 semaines          | 18e      | 14 juin 1986      |
| Velcro Fly                   | (Hot 100)                | 12 semaines         | 35e      | 30 août 1986      |
| Velcro Fly                   | (Mainstream Rock Tracks) | 12 semaines         | 15e      | 16 août 1986      |
| Velcro Fly                   | (Single Top 100)         | 3 semaines          | 68e      | 24 novembre 1986  |
| Velcro Fly                   | (Singles Top40)          | 7 semaines          | 10e      | 22 mars 1987      |
| Velcro Fly                   | (UK Singles Chart)       | 4 semaines          | 54e      | 28 septembre 1986 |